# S.E.N.S.

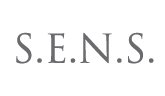
Official logo for S.E.N.S.

S.E.N.S.（センス）は日本の男女2人組インストゥルメンタルユニットである。1988年結成。ユニット名は「Sound. Earth. Nature. Spirit」の略。映画、TVドキュメンタリー、ドラマやCMなどの音楽を数多く担当している。S.E.N.S. Company所属。

## メンバー
- 勝木ゆかり（かつき ゆかり、1956年4月1日 - ）ボーカル・ピアノ・プログラミング
- 深浦昭彦（ふかうら あきひこ、1959年5月13日 - ）シンセサイザー・プログラミング

## 受賞
- 1994年
  - 第8回日本ゴールドディスク大賞 アルバム賞（インストゥルメンタル部門）[1]
- 2000年
  - 第24回ザテレビジョンドラマアカデミー賞 劇中音楽賞（『二千年の恋』）[2]
- 2001年
  - 第15回日本ゴールドディスク大賞 インストゥルメンタル・アルバム・オブ・ザ・イヤー[3]

## 主な音楽活動

### ドラマ
- ゴリラ・警視庁捜査第8班（1989年4月 - 1990年4月）
- TBS開局40周年記念ドラマ「忠臣蔵」（1990年12月）
- 振り返れば奴がいる（1993年1月 - 3月）
- あすなろ白書（1993年10月 - 12月）
- 出逢った頃の君でいて（1994年4月 - 6月）
- 輝く季節の中で（1995年4月 - 6月）
- ミセスシンデレラ（1997年4月 - 6月）
- 青い鳥（1997年10月 - 12月）
- CHOOP春休みドラマスペシャル「卒業旅行」（1999年3月）
- 神様、もう少しだけ（1998年7月 - 9月）
- P.S. 元気です、俊平（1999年6月 - 9月）
- 二千年の恋（2000年1月 - 3月）
- 柳橋慕情（2000年8月 - 12月）
- マリア（2001年7月 - 9月）
- 美しき日々（2001年）「Remembering Me」がドラマ内挿入曲として使われる
- TBSテレビ放送50周年特別企画「里見八犬伝」（2006年1月2日・3日）メインテーマ
- 役者魂！（2006年10月 - 12月）メインテーマ
- ラスト・フレンズ（2008年4月 - 6月）挿入曲「記憶の森」を担当
- アイシテル 〜海容〜（2009年4月 - 6月）
- 天使の代理人（2010年9月 - 10月）メインテーマ
- アイシテル 〜絆〜（2011年9月）
- ABC創立60周年記念スペシャルドラマ「境遇」（2011年12月3日）
- 第35回創作テレビドラマ大賞 大賞受賞作「夜明けのララバイ」（2012年3月26日）
- ぼくの夏休み（2012年7月 - 8月）メインテーマ作曲・プロデュース
- 碧の海〜LONG SUMMER〜（2014年7月 - 8月）メインテーマ
- 中国ドラマ 麻雀 Sparrow（2016年9月 - 10月）メインテーマ / 音楽：S.E.N.S. Project
- 中国ドラマ 麗王別姫 〜花散る永遠の愛〜（2017年1月 - 2月）S.E.N.S. Project名義
- 中国ドラマ 三国志〜司馬懿 軍師連盟〜 (2017年6月 - ) メインテーマ / 音楽：S.E.N.S. Project
- トットちゃん!（2017年10月 - ）S.E.N.S. Project名義
- 中国ドラマ 笑傲江湖 レジェンド・オブ・スウォーズマン (2018年2月 - ) S.E.N.S. Project名義

### ドキュメンタリー
- NHK特集「海のシルクロード」（1988年4月 - 1989年3月）
- NHK特集「地球汚染」（1989年3月）
- NHKスペシャル「人間は何を食べてきたか」（1990年1月）第3・4集のみ
- MBS40周年記念番組「新ビーグル号探検記」（1991年10月 - 12月）
- TBS「甦る黄金の都シカン」（1994年）
- TBS開局40周年記念特別企画「日本海大紀行」（1995年11月20日 - 22日）
- NHKスペシャル「故宮 〜至宝が語る中華五千年〜」（1996年4月 - 1997年3月）
- NHK「故宮の至宝」（1997年）
- TBS21世紀プロジェクト「故宮大長征〜中国皇帝の秘宝 10,000キロの旅」（1999年1月）
- NHK「にっぽん川紀行」（1998年4月 - 2001年3月）
- NHK「アジア人間街道」（2001年）
- フジテレビ系列「エチカの鏡〜ココロにキクTV〜」（2008年10月 - 2009年9月）番組テーマ曲
- NHK「ASIAN PASSION〜アジアを駆ける日本人〜」（2010年5月 - 2013年3月) メインテーマ
- NHK「海と生きる」（2013年) メインテーマ・イメージソング
- NHK「ぐるっと瀬戸内の旅」（2013年) テーマ曲
- 中国CCTV「第三極」（2015年) テーマ曲
- 中国bilibili「神々の地」（2022年)

### CM
- オンワード樫山「組曲」'93春夏・'98春夏（1993年、1998年）
- さが美「I,KIMONO」（1994年、1995年）
- キリンシーグラム「シーバスリーガル」（1995年）
- 味の素 企業CM（2000年）
- J-PHONE東海（2001年春）
- 片岡物産「MON CAFE」（2003年冬、2004年夏）
- 東京ガス 企業CM（2005年）
- テイクアンドギヴ・ニーズ ハウスウェディング（2005年、2006年）
- 紀文 おせち料理（2005年末、2006年末、2007年末）

### 映画
- 悲情城市（1989年）
- いちげんさん（2000年）
- いぬのえいがシリーズ 2作品（2005年・2011年）挿入曲
- 疾走（2005年）
- めざましテレビ にゃんこ THE MOVIE（2006年）メインテーマ
- 子宮の記憶 ここにあなたがいる（2007年）音楽監督・メインテーマ
- めざましテレビ にゃんこ THE MOVIE 2（2007年）メインテーマ
- 日中合作映画 鳳凰 わが愛（2007年）
- めざましテレビ にゃんこ THE MOVIE 3（2009年）メインテーマ
- めざましテレビ にゃんこ THE MOVIE 4（2010年）メインテーマ
- 日中韓合作映画 戦国（2011年）
- めざましテレビ にゃんこ THE MOVIE 5（2012年）メインテーマ
- 中国映画 盗墓筆記 タイム・レイダーズ（2016年）メインテーマ
- 中国映画 零零后（2019年）メインテーマ

### アニメ
- スペースオズの冒険 （1992年10月 - 1993年4月）
- KURAU Phantom Memory（2004年6月 - 12月）勝木ゆかり（S.E.N.S.）名義・エンディングテーマ・音楽担当
- xxxHOLiC（2006年4月 - 9月）S.E.N.S. Project名義
- xxxHOLiC◆継（2008年4月 - 6月）S.E.N.S. Project名義
- 源氏物語千年紀 Genji（2009年1月 - 3月）S.E.N.S. Project名義
- 君に届け（2009年10月 - 2010年3月）S.E.N.S. Project名義[4]
- 君に届け 2ND SEASON（2011年1月 - 3月）- S.E.N.S. Project名義
- 豆富小僧（2011年4月29日公開）S.E.N.S. Project名義
- 西武鉄道100周年・トムス・エンタテインメント50周年記念「でででん」（2015年2月公開）
- 俺物語!!（2015年4月 - 9月）S.E.N.S. Project名義
- 宇宙戦艦ヤマト2202 愛の戦士たち 第二章〜第六章  エンディング主題歌（2017年 - 2018年）S.E.N.S. Project名義
- 君に届け 3RD SEASON（2024年）S.E.N.S. Project名義[5]）

### その他
- 泉鏡花作・坂東玉三郎演出 舞台「海神別荘」テーマ曲（1994年）
- KENZOコレクション 音楽プロデュース（1997年）
- 薬師丸ひろ子「恋文」プロデュース（1997年）
- 東京ドーム「コロシアム2000」テーマ曲（2000年4月）
- 北京オリンピック シンボルマーク除幕式 オープニングテーマ（2003年8月）
- 花世「I'm Remembering Me」プロデュース（2005年3月）
- 平原綾香「僕らの青〜瀬戸内の詩〜」プロデュース（2013年）
- 松下奈緒「Lovin' You」プロデュース（2017年）
- 松下奈緒「愛と呼んだ奇跡」楽曲提供（2017年）

## ディスコグラフィー

### シングル
|    | タイトル             | リリース日     | 備考 |
| -- | -------------------- | -------------- | ---- |
| 1  | 海神                 | 1988年2月25日  |      |
| 2  | APHRODITE            | 1988年7月25日  |      |
| 3  | 悲情城市             | 1990年4月25日  |      |
| 4  | 人と時と風の中へ     | 1993年3月5日   |      |
| 5  | 風のように           | 1993年11月1日  |      |
| 6  | I,KIMONO〜別れの舞   | 1994年4月25日  |      |
| 7  | 輝く季節の中で       | 1995年5月25日  |      |
| 8  | Remembering Me       | 1995年6月21日  |      |
| 9  | 故宮                 | 1996年4月25日  |      |
| 10 | Flying               | 1997年6月4日   |      |
| 11 | L'oiseau Bleu        | 1997年11月21日 |      |
| 12 | 組曲〜やさしさの選択 | 1998年3月21日  |      |
| 13 | Wish                 | 1998年8月21日  |      |
| 14 | Fine                 | 1999年7月23日  |      |
| 15 | Forbidden Love       | 2000年2月23日  |      |
| 16 | MARIA                | 2001年7月25日  |      |

### アルバム
|    | タイトル                                             | リリース日     | 備考 |
| -- | ---------------------------------------------------- | -------------- | --- |
| 1  | 海神                                                 | 1988年4月25日  | NHK特集「海のシルクロード」オリジナル・サウンドトラックI                                                                                               |
| 2  | MASALA TEA WALTZ                                     | 1988年10月10日 | NHK特集「海のシルクロード」オリジナル・サウンドトラックII                                                                                              |
| 3  | 伽羅                                                 | 1989年4月25日  | NHK特集「海のシルクロード」オリジナル・サウンドトラックIII                                                                                             |
| 4  | SAILING                                              | 1989年8月5日   | NHK特集「海のシルクロード」オリジナル・サウンドトラック ベストアルバム                                                                                 |
| 5  | 「悲情城市」オリジナル・サウンドトラック             | 1990年4月25日  | |
| 6  | 月の石と、地球の水                                   | 1990年10月1日  | |
| 7  | 「新ビーグル号探検記」オリジナル・サウンドトラック   | 1991年10月1日  | |
| 8  | TOKYOITE                                             | 1992年7月25日  | |
| 9  | 「スペースオズの冒険」オリジナル・サウンドトラック   | 1992年11月26日 | |
| 10 | YAH YAH YAH                                          | 1993年3月10日  | 「振り返れば奴がいる」オリジナル・サウンドトラック ASKAとの共同プロデュース 第8回日本ゴールドディスク大賞アルバム賞受賞作 （インストゥルメンタル部門） |
| 11 | 組曲 人と時と風の中へ                                | 1993年4月1日   | |
| 12 | 「あすなろ白書」オリジナル・サウンドトラック         | 1993年11月1日  | |
| 13 | STATEMENT                                            | 1994年2月25日  | ベストアルバム |
| 14 | 「出逢った頃の君でいて」オリジナル・サウンドトラック | 1994年5月25日  | |
| 15 | 「輝く季節の中で」オリジナル・サウンドトラック       | 1995年5月25日  | |
| 16 | ASIAN BLUE                                           | 1995年11月15日 | |
| 17 | Palace Memories                                      | 1996年7月24日  | NHKスペシャル「故宮」オリジナル・サウンドトラックI |
| 18 | Palace Sketch                                        | 1996年11月21日 | NHKスペシャル「故宮」オリジナル・サウンドトラックII |
| 19 | Palace Seeds                                         | 1997年2月21日  | NHKスペシャル「故宮」オリジナル・サウンドトラックIII                                                                                                   |
| 20 | Sweetheart Story                                     | 1997年3月21日  | ブライダル・ベストアルバム |
| 21 | Flying                                               | 1997年6月4日   | 「ミセスシンデレラ」オリジナル・サウンドトラック |
| 22 | Heaven's Song〜TV DRAMA SELECTION                    | 1997年6月21日  | ベストアルバム |
| 23 | L'oiseau Bleu                                        | 1997年11月21日 | 「青い鳥」オリジナル・サウンドトラック |
| 24 | 組曲II やさしさの選択                                | 1998年3月21日  | |
| 25 | Wish                                                 | 1998年8月21日  | 「神様、もう少しだけ」オリジナル・サウンドトラック |
| 26 | MOVEMENT                                             | 1999年5月21日  | ベストアルバム |
| 27 | Fine                                                 | 1999年7月23日  | 「P.S. 元気です、俊平」オリジナル・サウンドトラック |
| 28 | Future                                               | 2000年2月23日  | 「二千年の恋」オリジナル・サウンドトラック |
| 29 | 透明な音楽                                           | 2000年8月23日  | ベストアルバム 第15回日本ゴールドディスク大賞 インストゥルメンタル・アルバム・オブ・ザ・イヤー受賞作                                                   |
| 30 | 透明な音楽2                                          | 2000年12月6日  | ベストアルバム |
| 31 | 平日の休日。                                         | 2001年4月25日  | ベストアルバム |
| 32 | Heart                                                | 2002年7月24日  | |
| 33 | 透明な時間                                           | 2003年7月23日  | 「S.E.N.S.・豊川悦司」名義 豊川悦司とのコラボレーションアルバム                                                                                        |
| 34 | The Key                                              | 2003年9月3日   | |
| 35 | 恋愛集                                               | 2004年11月24日 | ベストアルバム |
| 36 | 「疾走」オリジナル・サウンドトラック                 | 2005年12月21日 | |
| 37 | HOTEL ASIA                                           | 2005年12月21日 | |
| 38 | 休み時間                                             | 2006年11月22日 | |
| 39 | Sound. Earth. Nature. Spirit.〜vol.SOUND             | 2007年11月21日 | 活動20周年記念ベストアルバム |
| 40 | Sound. Earth. Nature. Spirit.〜vol.EARTH             | 2008年5月21日  | 活動20周年記念ベストアルバム |
| 41 | Sound. Earth. Nature. Spirit.〜vol.NATURE            | 2008年11月26日 | 活動20周年記念ベストアルバム |
| 42 | Sound. Earth. Nature. Spirit.〜vol.SPIRIT            | 2009年5月27日  | 活動20周年記念ベストアルバム |
| 43 | Forgiving                                            | 2009年5月27日  | 「アイシテル 〜海容〜」オリジナル・サウンドトラック |
| 44 | 組曲〜空がこころになる日                             | 2011年11月23日 | |

### その他のシングル
- Opura-Upulai-Lai（1998年9月23日）S.E.N.S. of Y（薬師丸ひろ子）名義
- Moonlight Dream（2000年1月26日）S.E.N.S. featuring Susie Kang 名義
- Moonlight（2004年8月4日）勝木ゆかり（S.E.N.S.）名義

### その他のアルバム
- SUPER BEST 2000〜S.E.N.S. TV DRAMA BEST SELECTION（1995年11月15日）ベストアルバム
- Terra Firma（1998年12月16日）S.E.N.S. of Y名義
- THE SILK ROAD OF THE SEA（1999年5月21日）「海のシルクロード」3部作 BOXセット
- THE PALACE MUSEUM TREASURES（1999年5月21日）「故宮」3部作 BOXセット
- INDIGO〜「KURAU Phantom Memory」Original Soundtrack（2004年10月6日）勝木ゆかり(S.E.N.S.)名義
- CRIMSON〜「KURAU Phantom Memory」Original Soundtrack（2004年12月16日）勝木ゆかり(S.E.N.S.)名義
- xxxHOLiC SOUNDFILE （2007年8月22日）S.E.N.S. Project 名義
- 源氏物語千年紀 Genji オリジナル・サウンドトラック （2009年2月25日）S.E.N.S. Project名義
- 君に届け オリジナル・サウンドトラック（2010年1月27日）S.E.N.S. Project名義
- 君に届け 2ND SEASON オリジナル・サウンドトラック（2011年2月23日）S.E.N.S. Project名義
- 豆富小僧 オリジナル・サウンドトラック（2011年4月27日）S.E.N.S. Project名義
- S.E.N.S. ゴールデン☆ベスト SINGLES COLLECTION（2011年10月26日）ベストアルバム
- SKY IN MY HEART（2013年5月14日）「組曲〜空がこころになる日」韓国限定盤
- The Warring States〜映画「戦国」オリジナル・サウンドトラック（2014年4月14日）韓国限定盤
- 俺物語!! オリジナル・サウンドトラック（2015年7月22日）S.E.N.S. Project名義
- トットちゃん！ オリジナル・サウンドトラック（2017年12月6日) S.E.N.S. Project名義
- 宇宙戦艦ヤマト2202 愛の戦士たち 主題歌集（2019年3月2日) S.E.N.S. Project名義
- Roof of the World〜中国CCTVドキュメンタリー「第三極」オリジナル・サウンドトラック（2022年4月1日）S.E.N.S. Project名義 韓国限定盤
- Sparrow〜中国ドラマ「麻雀 Sparrow」オリジナル・サウンドトラック（2022年4月1日）S.E.N.S. Project名義 韓国限定盤
- The Glory of Tang Dynasty〜中国ドラマ「麗王別姫 〜花散る永遠の愛〜」オリジナル・サウンドトラック（2022年4月1日）S.E.N.S. Project名義 韓国限定盤
- The Advisors Alliance〜中国ドラマ「三国志 〜司馬懿 軍師連盟〜」オリジナル・サウンドトラック（2022年4月1日）S.E.N.S. Project名義 韓国限定盤
- Proud Wanderer 〜中国ドラマ「笑傲江湖 レジェンド・オブ・スウォーズマン」オリジナル・サウンドトラック（2023年11月9日）S.E.N.S. Project名義 配信
- 君に届け 3RD SEASON オリジナル・サウンドトラック（2024年8月3日）S.E.N.S. Project名義 配信

### 配信
- The Life〜 ドラマ「天使の代理人」メインテーマ（2010年10月27日）
- monologue / dialogue〜 NHKドラマ「夜明けのララバイ」サウンドトラック（2012年3月27日）
- 僕らの青〜瀬戸内の詩〜 NHK「海と生きる」イメージソング / S.E.N.S. feat. 平原綾香（2014年1月15日）
- 碧の海〜 ドラマ「碧の海」メインテーマ（2014年7月16日）